# 溝口司
溝口 司（みぞぐち つかさ、2003年6月7日 - ）は、日本の男性総合格闘家、キックボクサー。兵庫県出身。K-1甲子園2021 西日本予選トーナメント-60kg 優勝。

## 来歴
KIDSキックから格闘技経験を積み、アマチュアでは100戦以上の経験がある。2021年のK-1甲子園2021西日本予選トーナメント-60kg優勝。2021年関西・東海アマチュア修斗選手権バンタム級優勝。2021年の全日本アマチュア修斗選手権バンタム級3位。
2022年9月25日、GLADIATORでプロデビュー。GLADIATOR 019 in OSAKAで浅井亮麿と対戦し1R14秒TKO勝ち。2023年1月22日にGLADIATOR 020 in OSAKAで高橋天斗にスプリット判定勝ち。2023年6月11日にGLADIATOR 022 in OSAKAで江田塾長こうすけに1RでKO勝ち。
2024年9月6日、ラジャダムナンスタジアムで行われたムエタイの大会「ラジャダムヌンノックアウト」に出場。タイのウティデート・スーンキラーバーンチャートに1R18秒KO勝ち。
2025年4月11日に開催された「ONE Friday Fights 104」でONE Championshipに初出場。エゼキエル・イシドロと対戦し、1R終了1秒前に左フックからのパウンドでTKO勝ち。
2025年3月に平本蓮率いるBLACK ROSEに加入。

## 戦績

### プロ総合格闘技
| 総合格闘技 戦績 | 総合格闘技 戦績 | 総合格闘技 戦績 | 総合格闘技 戦績 | 総合格闘技 戦績 | 総合格闘技 戦績 | 総合格闘技 戦績 |
| --------------- | --------------- | --------------- | --------------- | --------------- | --------------- | --------------- |
| 4 試合          | (T)KO           | 一本            | 判定            | その他          | 引き分け        | 無効試合        |
| 4 勝            | 3               | 0               | 1               | 0               | 0               | 0               |
| 0 敗            | 0               | 0               | 0               | 0               | 0               | 0               |

| 勝敗 | 対戦相手             | 試合結果                            | 大会名                 | 開催年月日    |
| ○    | エゼキエル・イシドロ | 1R 4:59 TKO（左フック→パウンド）    | ONE Friday Fights 104  | 2025年4月11日 |
| ○    | 江田塾長こうすけ     | 1R 4:57 KO（右ストレート→パウンド） | GLADIATOR 022 in OSAKA | 2023年6月11日 |
| ○    | 高橋天斗             | 5分2R終了 判定2-1                   | GLADIATOR 020 in OSAKA | 2023年1月22日 |
| ○    | 浅井亮磨             | 1R 0:14 TKO（左フック→パウンド）    | GLADIATOR 019 in OSAKA | 2022年9月25日 |

## 獲得タイトル
- K-1甲子園2021 西日本予選トーナメント-60kg 優勝（2021年）
- 関西・東海アマチュア修斗選手権大会バンタム級優勝（2021年）